# Мамедова Щель (платформа)
Маме́дова Щель — платформа Северо-Кавказской железной дороги РЖД.
Расположена рядом с селом Мамедова Щель в микрорайоне Лазаревское Лазаревского района города Сочи, Краснодарский край, Россия.

## Описание
Расположена на берегу Чёрного моря у впадения реки Куапсе.

## История
С 2014 года по н.в. на платформе останавливаются скоростные поезда "Ласточка", которые не останавливаются на других платформах (кроме Спутник и Мамайка), следуя по маршруту Туапсе — Аэропорт Сочи. В 2015 году скоростные поезда не ходили. Также на "Ласточках" можно доехать до станции Имеретинский курорт (через Сочи, Адлер) и, соответственно, до Туапсе. Других электропоездов на перегонах нет.